# Aeropuerto de Contadora
El aeropuerto de Contadora o aeropuerto Raúl Arias Espinoza (IATA: OTD, OACI: MPRA) es un aeropuerto público panameño que sirve a la isla Contadora en el archipiélago de las Perlas.

## Transporte
A unos metros de la pista de aterrizaje está la terminal de transbordadores y lanchas que proveen acceso a la Ciudad de Panamá en el muelle del Club de Yates de Balboa y a las islas cercanas de Saboga, Viveros y la isla del Rey.

## Información técnica
La pista de aterrizaje atraviesa todo el ancho de la isla. Las aproximaciones hacia ambos extremos de la pista de aterrizaje son sobre el agua del golfo de Panamá. En el extremo norte de la pista, hay una pequeña zona de estacionamiento asfaltada para las avionetas.
El VOR-DME de la Isla Taboga (Ident: TBG) está localizado a 61 kilómetros al oeste-noroeste del aeropuerto. El VOR-DME de Tocumen (Ident: TUM) está localizado a 62 kilómetros al noroeste del aeropuerto.

## Aerolíneas y destinos
| Aerolíneas                        | Destinos                         |
| --------------------------------- | -------------------------------- |
| Landmark Airlines Regional Panamá | Ciudad de Panamá-Panamá Pacífico |